# Lonicera himalayensis
Lonicera himalayensis är en kaprifolväxtart som beskrevs av Gandoger. Lonicera himalayensis ingår i släktet tryar, och familjen kaprifolväxter. Inga underarter finns listade i Catalogue of Life.